# Neripteron
Neripteron is een geslacht van weekdieren uit de klasse van de Gastropoda (slakken).

## Soorten
- Neripteron amoenum (Gould, 1847)
- Neripteron asperulatum (Récluz, 1843)
- Neripteron auriculatum (Lamarck, 1816)
- Neripteron bensoni (Récluz, 1850)
- Neripteron bicanaliculatum (Récluz, 1843)
- Neripteron cariosum (W. Wood, 1828)
- Neripteron cornucopia (Benson, 1836)
- Neripteron dilatatum (Broderip, 1833)
- Neripteron holosericum (Garrett, 1872)
- Neripteron lecontei (Récluz, 1853)
- Neripteron mauriciae (Lesson, 1831)
- Neripteron neglectum (Pease, 1861)
- Neripteron obtusum (G. B. Sowerby I, 1836)
- Neripteron pileolus (Récluz, 1850)
- Neripteron platyconcha (Annandale & Prashad, 1919)
- Neripteron rostratum (Reeve, 1856)
- Neripteron rubicundum (Martens, 1875)
- Neripteron simoni (Prashad, 1921)
- Neripteron siquijorense (Récluz, 1844)
- Neripteron spirale (Reeve, 1855)
- Neripteron subauriculatum (Récluz, 1843)
- Neripteron subviolaceum Eichhorst, 2016
- Neripteron taitense (Lesson, 1831)
- Neripteron vespertinum (G. B. Sowerby II, 1849)
- Neripteron violaceum (Gmelin, 1791)